# Cédric Heitz
Pour les articles homonymes, voir Heitz.
Cédric Heitz, né le 6 décembre 1973 à Mulhouse, est un entraîneur de basket-ball.

## Biographie
Il commence sa carrière à Antibes en tant qu'entraîneur adjoint chez les espoirs lorsqu'il a 20 ans.
En France, il entraîne à Céret, Montpellier, Briançon et Sceaux tout en allant visiter des entraîneurs de renom à travers l'Europe (Espagne, Italie, Croatie). Il s'expatrie pendant une saison aux États-Unis à l'université Stanford après avoir passé 20 mois en Nouvelle-Calédonie et dans le Pacifique.
Il occupe les fonctions d'entraîneur adjoint au SLUC Nancy de 2006 à 2013. L'équipe est sacrée championne de France en 2008 et 2011. Il participe à 2 campagnes d'EuroLeague en 2008-2009 et 2011-2012 (avec Nicolas Batum lors du lock-out NBA) ainsi qu'à l'Eurochallenge (2006, 2007 et 2010) et l'Eurocup en 2009.
En 2013-2014, il prend les rênes du club de l'Étoile de Charleville-Mézières en Nationale 1 et obtient la montée en Pro B.
Lors de la saison 2014-2015, il permet au club de se maintenir 16e (12 victoires et 22 défaites) tout en ayant la plus petite masse salariale en Pro B.
En 2015-2016, il réédite la même performance en finissant 15e avec 14 victoires et toujours la plus petite masse salariale de Pro B.
En 2016-2017, il qualifie l'Étoile de Charleville-Mézières en play-offs en terminant 5e au classement avec 19 victoires et encore la plus petite masse salariale de Pro B. Martin Hermannsson (22 ans) est alors le meneur titulaire.
Il participe au All-Star Game de la LNB en décembre 2016 (l'Étoile de Charleville-Mézières est alors 2e au classement de la Pro B).
Il est élu "meilleur entraîneur de Pro B 2017", et il est engagé par le Champagne Châlons Reims Basket en Pro A pour les 2 saisons suivantes.
En 2017-2018, avec le Champagne Châlons Reims Basket, il finit à la 14e place. Lors de cette saison, il permet au CCRB d'obtenir le 2e meilleur total de victoires en Pro A (15v/19d) de l'histoire du club. 
En 2018-2019, avec le Champagne Châlons Reims Basket, il finit à la 13e place du championnat de Jeep Élite.
En 2019-2020, avec le Champagne Châlons Reims Basket, il finit à la 14e place du championnat de Jeep Élite (saison arrêtée à cause du COVID)
En 2020-2021, avec le Champagne Châlons Reims Basket, il finit à la 12e place du championnat de Jeep Élite (record historique du club)
En avril 2022, après avoir réussi à maintenir le club du Champagne Basket 4 années consécutives avec la plus petite masse salariale de la division les 2 dernières saisons, Heitz est démis de ses fonctions d'entraîneur avec un bilan de 7 victoires sur les 24 premiers matches de la saison.
En 2023, il est engagé par l'équipe de Torun (Pologne), club alors classé dernier dans le championnat de première division (PLK) avec 4 victoires pour 10 défaites. Il devient le premier coach français à partir dans un pays étranger (Europe) depuis Gregoire Beugnot.
Au bout des 4 derniers mois de la saison, sa mission sauvetage est finalement réussie et le club se maintient en première division polonaise avec 5 victoires lors des 7 derniers matches.
Le 28 août 2023, il est annoncé comme nouvel entraîneur du Tours Métropole Basket.
En effet, lorsque Valérie Garnier qui avait construit l'équipe et qui avait déjà effectué 3 semaines de préparation avec le groupe quitte ses fonctions précipitamment pour rejoindre la section féminine du club de Fenerbahce, le club a rapidement fait appel au technicien alsacien. Il mène l’équipe en quart de finale des Play-Offs et perd contre Caen le futur vainqueur de la compétition. Il s'agit là du meilleur résultat en Play-Offs de l'histoire du club.
Lors de la saison 2024-2025, il qualifie à nouveau le club de Tours Métropole Basket pour les play offs de Nationale 1 (7ème sur 28 équipes) et cela malgré une baisse de budget. Le Tours Métropole Basket passe d'autre part 3 tours de coupe de France en battant Evreux (Pro B), Le Havre et Levallois, ils seront éliminés en 1/8 de finales par Le Mans (Pro A) qui sera finaliste de la compétition.